# 대인방어
대인방어(영어: Man-to-man defense)는 구기의 수비 전술 중 하나로, 특정 상대 선수에게 1 대 1로 밀착 방어를 하는 전술이다.

## 축구
과거 축구의 수비 전술은 대인방어가 대부분이었지만 현대 축구에서는 골에 가까운 위치에서 세트 플레이와 상대의 키 플레이어에 전속 마커를 붙이는 경우를 제외하고는 거의 없다. 

## 같이 보기
- 지역방어
- 마킹 (축구)